# Khoikhoia townesi
Khoikhoia townesi är en stekelart som beskrevs av Mason 1983. Khoikhoia townesi ingår i släktet Khoikhoia och familjen bracksteklar. Inga underarter finns listade i Catalogue of Life.